# Úhoří pruh

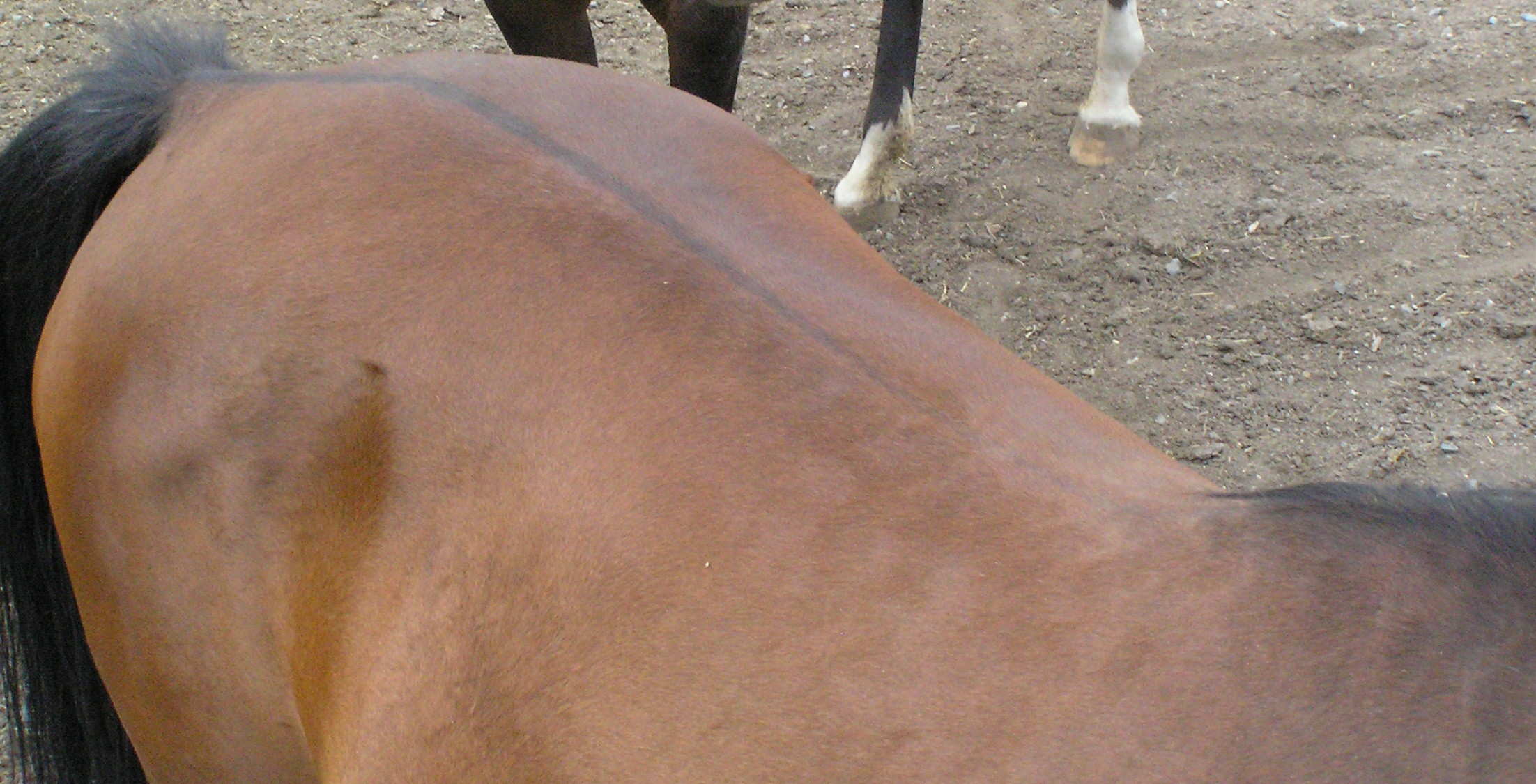
Úhoří pruh

Úhoří pruh je barevně odlišená část na hřbetě koně, osla či jiného zvířete spojující kohoutek s kořenem ohonu. Nejčastěji se vyskytuje u plavých koní, někdy i u hnědáků, zpravidla bývá tmavší než zbytek těla. Velice výrazný je např. u fjordského koně, kde ho vidíme i v hřívě.
Úhoří pruh se vyskytuje také u jediného žijícího potomka původních koní – koně Převalského